# Dušan il Potente
Dušan il Potente (in serbo Душан Силни?, Dušan Silni) è stato un gruppo paramilitare nazionalista serbo affiliato al partito Rinnovo Nazionale Serbo e attivo durante la guerra in Croazia e, seppur per un periodo minore, in quella di Bosnia ed Erzegovina. Era guidato da Mirko Jović, leader del suddetto partito e membro anche di un altro gruppo paramilitare nazionalista, le Aquile Bianche.

## Storia
Il gruppo, chiamato in onore dell'imperatore serbo Stefano Uroš IV Dušan, fu creato da Jović nel 1991, in risposta all'aumento degli scontri tra il governo croato e le repubbliche serbe separatiste. Ricevette equipaggiamento dai servizi segreti jugoslavi e fu inviato nella Slavonia occidentale per sostenere le autorità serbe locali. Nel villaggio di Borovo, membri del gruppo, insieme alle Aquile Bianche, ai poliziotti della Milizia della Krajina e ai riservisti della Difesa Territoriale di Borovo guidati da Vukašin Šoškoćanin, attaccarono dei poliziotti croati giunti in città (de iure sotto controllo croato) per rimuovere la bandiera jugoslava dalla stazione di polizia. Questo episodio portò a un attacco delle forze serbe, che provocò la morte di 12 poliziotti croati, finché le truppe jugoslave, inviate come forza pacificatrice, riuscirono a fermare lo scontro.
Il gruppo proseguì le sue operazioni in Croazia, concentrandosi sempre nella Slavonia. Il 18 ottobre, arrivarono nella città di Lovas e, in collaborazione con membri della Difesa Territoriale e dei soldati jugoslavi, uccisero 70 civili croati, facendone camminare alcuni su un campo minato.
Nel 1992 parteciparono alla battaglia di Zvornik contro le forze bosniache, prendendo parte all’esecuzione di una centinaia di civili fra bosgnacchi e rom presenti in città, insieme ad altri gruppi paramilitari. In seguito, il gruppo venne sciolto.

## Accuse
Tre membri del gruppo, Saša Stojanović, Jovan Dimitrijević e Zoran Kosijer, sono stati condannati per la loro partecipazione agli eventi di Lovas: i primi due a pene detentive di due anni, mentre Kosijer a tre anni di reclusione.